# Viburnum plicatum
Espèce
Viburnum plicatum, la Viorne de Chine est une plante ornementale de la famille des Adoxacées.

## Liste des variétés et formes
Selon Catalogue of Life (24 juin 2016) :
- forme Viburnum plicatum f. glabrum
- forme Viburnum plicatum f. watanabei
- variété Viburnum plicatum var. formosanum
- variété Viburnum plicatum var. parvifolium
- variété Viburnum plicatum var. tomentosum

Selon NCBI (24 juin 2016) :
- variété Viburnum plicatum var. tomentosum

Selon The Plant List (24 juin 2016) :
- variété Viburnum plicatum var. tomentosum Miq.

Selon Tropicos (24 juin 2016) (Attention liste brute contenant possiblement des synonymes) :
- variété Viburnum plicatum var. dilatatum Lindl.
- variété Viburnum plicatum var. formosanum Y.C. Liu & C.H. Ou
- variété Viburnum plicatum var. plenum Miq.
- variété Viburnum plicatum var. plicatum
- variété Viburnum plicatum var. tomentosum Miq.